# Wspinaczka sportowa na Igrzyskach Azjatyckich 2018
Wspinaczka sportowa na Igrzyskach Azjatyckich 2018 – jedna z dyscyplin rozgrywana podczas igrzysk azjatyckich w Dżakarcie i Palembangu. Zawody odbyły się w dniach 23 – 27 sierpnia w Jakabaring Sport City w Palembangu. Do rywalizacji w sześciu konkurencjach przystąpiło 134 zawodników z 17 państw.

## Uczestnicy
W zawodach wzięło udział 134 zawodników z 17 państw.
| Reprezentacja    | Liczba zawodników |
| ---------------- | ----------------- |
| Chiny            | 18                |
| Chińskie Tajpej  | 1                 |
| Filipiny         | 1                 |
| Hongkong         | 4                 |
| Indie            | 3                 |
| Indonezja        | 20                |
| Iran             | 8                 |
| Japonia          | 6                 |
| Kazachstan       | 14                |
| Kirgistan        | 5                 |
| Korea Południowa | 19                |
| Malezja          | 9                 |
| Mongolia         | 5                 |
| Nepal            | 2                 |
| Pakistan         | 2                 |
| Singapur         | 6                 |
| Tajlandia        | 14                |
| 10 reprezentacji | 17                |

## Medaliści
| Konkurencja                 | Złoto                                                                                  | Srebro                                                                      | Brąz                                                       |       |
| --------------------------- | -------------------------------------------------------------------------------------- | --------------------------------------------------------------------------- | ---------------------------------------------------------- | ----- |
| Mężczyźni                   |                                                                                        |                                                                             |                                                            |       |
| Wspinaczka na czas          | Reza Alipour                                                                           | Zhong Qixin                                                                 | Aspar Jaelolo                                              | [ 3 ] |
| Wspinaczka łączna           | Chon Jong-won                                                                          | Kokoro Fujii                                                                | Tomoa Narasaki                                             | [ 4 ] |
| Wspinaczka na czas sztafeta | Indonezja · Abu Dzar Yulianto · Muhammad Hinayah · Rindi Sufriyanto · Veddriq Leonardo | Indonezja · Alfian Muhammad · Aspar Jaelolo · Septo Wibowo Siburian · Sabri | Chiny · Li Jinxin · Liang Rongqi · Ou Zhiyong              | [ 5 ] |
| Kobiety                     |                                                                                        |                                                                             |                                                            |       |
| Wspinaczka na czas          | Aries Susanti Rahayu                                                                   | Puji Lestari                                                                | He Cuilian                                                 | [ 6 ] |
| Wspinaczka łączna           | Akiyo Noguchi                                                                          | Sa Sol                                                                      | Kim Ja-in                                                  | [ 7 ] |
| Sztafeta wspinaczka na czas | Indonezja · Aries Susanti Rahayu · Fitriyani · Puji Lestari · Rajiah Sallsabillah      | Chiny · Deng Lijuan · Niu Di · Pan Xuhua                                    | Chiny · He Cuilian · Ni Mingwei · Qiu Haimei · Song Yiling | [ 8 ] |

## Tabela medalowa
| Pozycja | Reprezentacja    | Złoto | Srebro | Brąz | Razem |
| ------- | ---------------- | ----- | ------ | ---- | ----- |
| 1.      | Indonezja        | 3     | 2      | 1    | 6     |
| 2.      | Japonia          | 1     | 1      | 1    | 3     |
| 2.      | Korea Południowa | 1     | 1      | 1    | 3     |
| 4.      | Iran             | 1     | 0      | 0    | 1     |
| 5.      | Chiny            | 0     | 2      | 3    | 5     |
| Razem   | Razem            | 6     | 6      | 6    | 18    |